# Prionyx
Prionyx Van der Linden, 1827 è un genere di insetti apoidei appartenente alla famiglia Sphecidae.

## Biologia
Il genere scava nidi nel terreno e preda ortotteri acrididi di medie e grandi dimensioni.

## Distribuzione
Il genere ha una distribuzione cosmopolita.

## Tassonomia
Il genere è formato da 56 specie, di cui 4 presenti in Italia:
- Prionyx kirbii (Van der Linden, 1827)
- Prionyx lividocinctus (A. Costa, 1858)
- Prionyx subfuscatus (Dahlbom, 1845)
- Prionyx viduatus (Christ, 1791)